# Strážovice
Strážovice (en allemand : Straschowitz) est une commune du district de Hodonín, dans la région de Moravie-du-Sud, en République tchèque. Sa population s'élevait à 590 habitants en 2020.

## Géographie
Strážovice se trouve à 6 km à l'ouest de Kyjov, à 19 km au sud-sud-est de Hodonín, à 39 km au sud-ouest de Brno et à 223 km au sud-est de Prague.
La commune est limitée par Věteřov au nord, par Sobůlky à l'est, par Svatobořice-Mistřín au sud-est, par Šardice au sud, et par Stavěšice et Dražůvky à l'ouest.

## Histoire
La première mention écrite de la localité date de 1141.